# Diodontus luperus
Diodontus luperus är en stekelart som beskrevs av William Edward Shuckard 1837. Diodontus luperus ingår i släktet Diodontus, och familjen Crabronidae. Arten har ej påträffats i Sverige.